# Leptochoriolaus opacus
Leptochoriolaus opacus är en skalbaggsart som beskrevs av Chemsak och Linsley 1976. Leptochoriolaus opacus ingår i släktet Leptochoriolaus och familjen långhorningar.
Artens utbredningsområde är Costa Rica. Inga underarter finns listade i Catalogue of Life.